# آن رايت (أكاديمية)
آن رايت (بالإنجليزية: Anne Wright)‏ هي أكاديمية بريطانية، ولدت في 26 يوليو 1946.